# Castillo de la Duquesa
El castillo de la Duquesa, también llamado fortín o fuerte de Sabinillas, es una fortificación situada en el litoral de la localidad malagueña de Manilva, España. Cuenta con la protección de la Declaración genérica del Decreto de 22 de abril de 1949, y la Ley 16/1985 sobre el Patrimonio Histórico Español.

## Descripción
Se trata de un fuerte abaluartado construido en ladrillo, mampostería y sillería ordenado en torno a un patio central. Presenta dos torres rectangualres en la cara norte y otras dos semicirculares en el lado opuesto así como una batería también semicircular entre ambas torres, de frente al mar. 

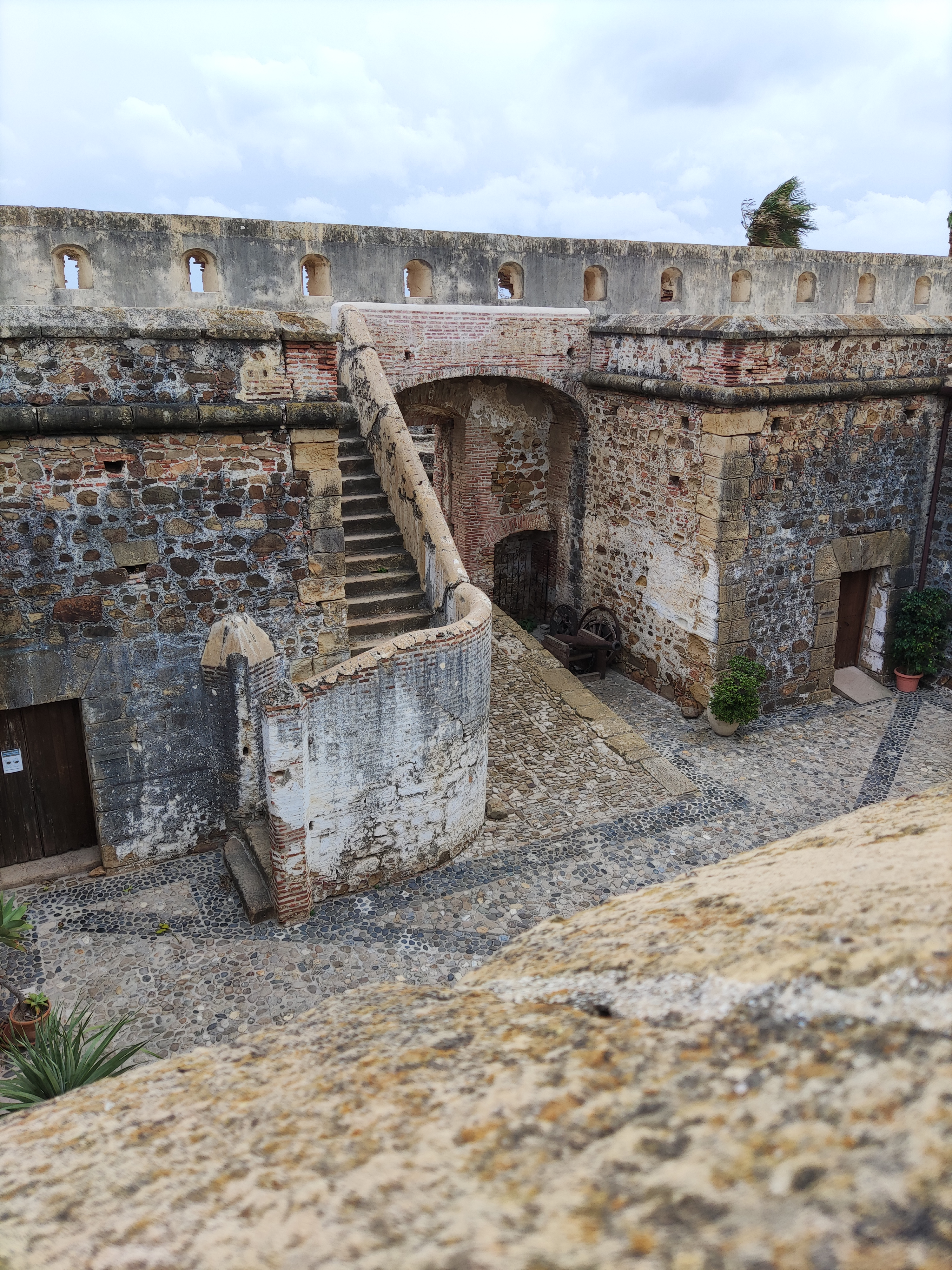
Patio interior del recinto fortificado

Fue mandado construir en época de Carlos III, quien fortificó toda la costa del Reino de Granada, aprovechando y recuperando las estructuras existentes y construyendo hasta 32 nuevas en base a cuatro modelos. El de la Duquesa fue construido en 1767.
El entorno del Castillo de la Duquesa es un yacimiento arqueológico romano y también ha sido designado Bien de Interés Cultural. Actualmente el castillo alberga el Museo Municipal de Arqueología de Manilva, cuya colección procede de dicho yacimiento.